# Yoon Bit-garam
Yoon Bit-Garam (Changwon, 7 mei 1990) is een Zuid-Koreaans voetballer die als middenvelder voor Gyeongnam FC en het Zuid-Koreaanse voetbalelftal speelt.

## Carrière
Tijdens de Azië Cup 2011 kwam hij als invaller binnen de lijnen in de wedstrijd tegen Iran. Zijn doelpunt in de extra tijd betekende dat Zuid-Korea door ging naar de halve finale tegen Japan.

## Statistieken

### Clubstatistieken
| Seizoen | Club            | Land       | Competitie   | Wedstrijden | Goals | Assists |
| ------- | --------------- | ---------- | ------------ | ----------- | ----- | ------- |
| 2010    | Gyeongnam FC    | Zuid-Korea | K-League     | 31          | 9     | 0       |
| 2011    | Gyeongnam FC    | Zuid-Korea | K-League     | 24          | 7     | 0       |
| 2016    | Yanbian Fude FC | China      | Super League | 22          | 6     | 5       |
| Totaal  | Totaal          | Totaal     | Totaal       | 77          | 22    | 5       |

### Internationale doelpunten
| No. | Datum            | Plaats            | Tegenstander | Score | Resultaat | Competitie                   |
| --- | ---------------- | ----------------- | ------------ | ----- | --------- | ---------------------------- |
| 1.  | 11 augustus 2010 | Suwon, Zuid-Korea | Nigeria      | 1–0   | 2–1       | Vriendschappelijke wedstrijd |
| 2.  | 22 januari 2011  | Doha, Qatar       | Iran         | 1–0   | 1–0       | Azië Cup 2011                |

## Erelijst
- K-League Rookie of the year, 2010